# Frontera entre la Xina i el Pakistan

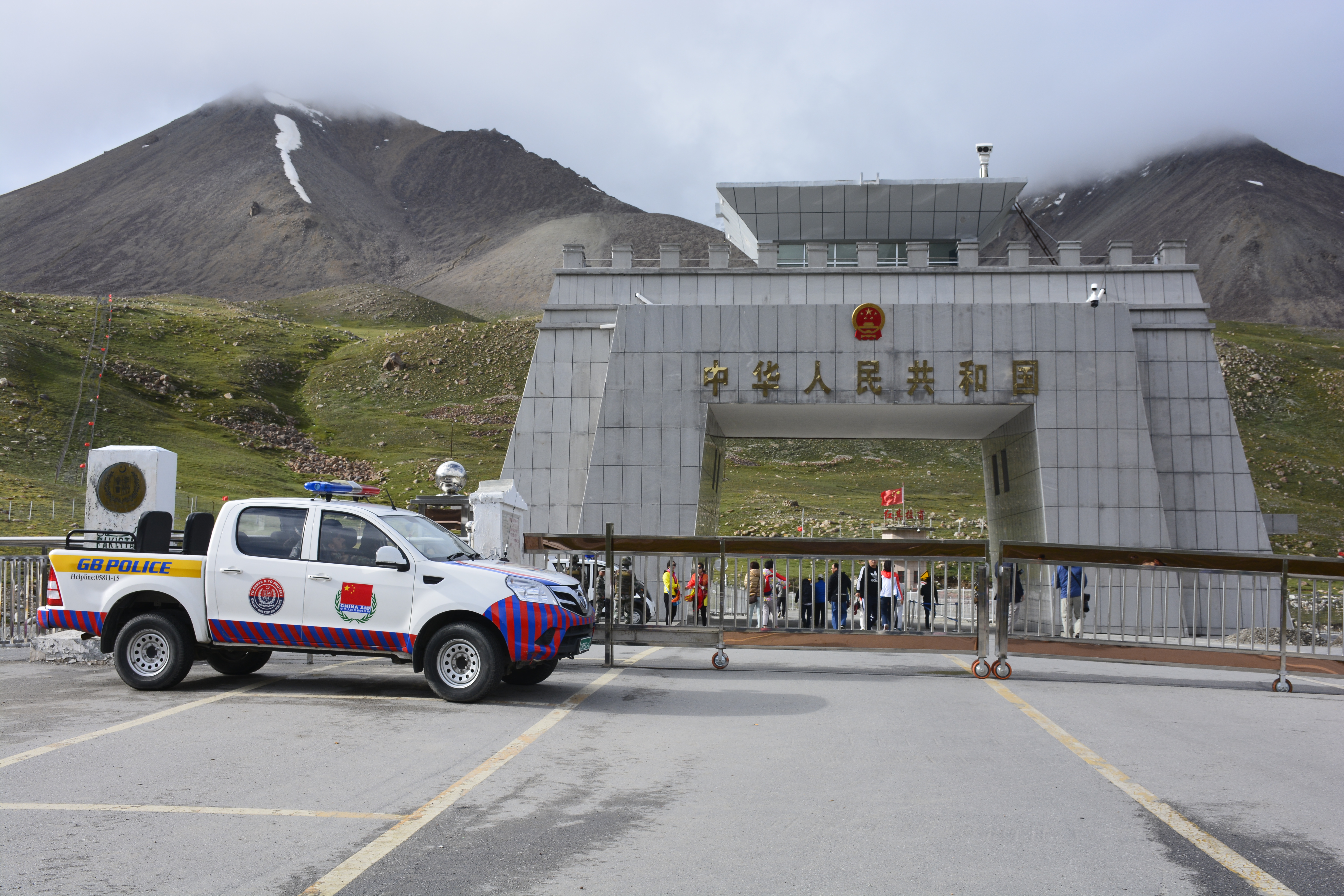
El pas de Khunjarab

La frontera entre la Xina i Pakistan és la frontera de 438 kilòmetres en sentit nord-oest-sud-est, que separa el nord-est del Pakistan, al Gilgit-Baltistan (Caixmir pakistanès, de l'extrem occidental de la República Popular de la Xina, a Aksai Chin. Es troba a l'extrem oest de l'Himalaia, serralada de Karakorum. Se situa en aquesta frontera el cim K2 (o Godwin-Austen, Chogori o Dapsang), el segon cim més alt del món. Va des del trifini dels dos països amb l'est de l'Afganistan, al corredor de Wakhan al Badakhshan, a un altre trifini entre la República Popular de la Xina - Pakistan - Índia (a Jammu i Caixmir). Es va definir en la seva forma final després dels conflictes entre Xina i Pakistan el 1962.

## Característiques
El Pakistan es vincula amb la Xina per la carretera del Karakoram que travessa Gilgit-Baltistan. Aquesta carretera és el port sec de Sust, que ocupa una posició estratègica, travessada per tot el trànsit de passatgers i mercaderies a través de la frontera xineso-pakistanesa. Després d'obrir el port sec i la duana a Sust, la facturació anual de comerç entre la Xina i el Pakistan ha augmentat de menys de dos mil milionsde dòlars l'any 2002 a 6,9 mil milions, amb previsió d'arribar a una facturació de 15.000 milions de dòlars l'any 2014.

## Passos fronterers
El pas de Khunjerab és l'únic pas fronterer entre Xina i Pakistan. Històricament, també s'han utilitzat el pas de Mintaka i el pas de Kilik. No obstant això, aquests passos no tenen accés als vehicles i estan tancats.